# Мулао
 Мулао (мулам, кьям, лин, цзинь; самоназвание: Mulam, Kyam; кит. упр. 仫佬族, пиньинь Mùlǎozú) — кам-суйский народ в Китае. Численность на 2000 г. 207 тыс. чел. Наиболее компактно (90 %) живут в Лочэн-мулаоском автономном уезде Гуанси-Чжуанского автономного района, особенно в волостях Дунмынь и Сыба; а также в пограничных районах Гуйчжоу.

## Язык
Говорят на муламском языке (мулао) кам-суйской (дун-шуйской) группы тай-кадайской семьи, распространены также чжуанский и китайский языки.
Большинство мулао придерживается местных традиционных верований.

## Название
Слово Mulam состоит из mu⁶ — классификатора для человеческих существ, и lam¹ (в некоторых диалектах — kyam¹) — слова, однокоренного самоназванию родственных дунов — Kam.

## Ремесла и хозяйство
В хозяйстве мулао сочетаются земледелие; основные культуры — рис, кукуруза, батат, арахис, овощи, рами. Женские ремёсла — прядение, ткачество, окраска тканей, мужские — плетение, гончарство, металлообработка.
Жилище глинобитное, на каменном фундаменте, одноэтажное, с черепичной крышей. В восточной части содержат буйволов, птицу, свиней, центральная комната — гостиная с алтарем предков, западные комнаты — жилые.
Мужская и женская одежда однотипны: куртка или кофта, штаны, у женщин — передник, серебряные украшения, до замужества заплетают косы, после — волосы собирают сзади в пучок. Женщины, особенно пожилые, носят чёрный платок.
Основная пища — рис с добавлением овощей и мяса, в том числе собачатины, предпочитают кислую и перчёную еду. Из риса готовят слабый алкогольный напиток.

## Семья
Семья малая, моногамная, бытовал обычай возвращения молодой после свадьбы в дом родителей до рождения первого ребенка. Однофамильцы в брак не вступали. Сохранялись традиции общинной взаимопомощи, патронимичные объединения.

## Религия
Развит культ предков и анимистичные верования. В праздники совершались жертвоприношения в храмах. Богат устный фольклор, празднества сопровождаются музыкой, танцами.